# Фернанду де Суоза-і-Сілва
Фернанду де Соуза-і-Сілва (порт. Fernando de Sousa e Silva; 27 листопада 1712, Лісабон, Ештремадура, Королівство Португалія — 11 квітня 1786, Лісабон, Ештремадура, Королівство Португалія) — португальський кардинал. Четвертий Патріарх Лісабона з 10 березня 1779 року по 11 квітня 1786 року. Кардинал-священик з 1 червня 1778 року по 11 квітня 1786 року.